# Computer Sciences Corporation
Computer Sciences Corporation (CSC) – przedsiębiorstwo założone w 1959 r., z siedzibą w El Segundo w Kalifornii. Firma jest wyspecjalizowana w doradztwie i usługach informatycznych.

CSC jest oficjalnym partnerem Tour de France i sponsorem drużyny kolarskiej CSC.
Spółka jest notowana na nowojorskiej New York Stock Exchange.